# 美國陸軍化學兵部隊
美國陸軍化學兵部隊（英語：United States Army Chemical Corps），也可稱作美國陸軍化學兵團，目前的主要職責是防護生物武器、化學武器、放射性武器以及核武器。部隊在第一次世界大戰建立之初時名為美國化學戰勤務隊（U.S. Chemical Warfare Service），1946年改為現名。實際上在其歷史上，化學部隊的主要任務是使用生化武器而非防護。

## 二戰
在二戰期間，美國化學戰勤務隊在世界範圍內裝載並準備了毒氣武器，然而最終並未投入實戰應用。納粹德國和日本有著令人畏懼的生化武器生產能力。出於對此的擔憂，美國化學戰勤務隊的資金和人員在戰爭期間急劇擴張，1942年化學戰勤務隊有六萬名士兵和雇員，並有十億美元撥款支持。

## 朝鮮戰爭
在二戰結束後，美國生物武器的產量從工廠級別降低到了實驗室級別 ，但在生化武器的投遞系統研究工作上則有所加強。當時在巴拿馬聖何塞島上進行了眾多的動物活體實驗。
在朝鮮戰爭期間，化學部隊在其生化武器項目上實現了長足發展，尤其是投遞系統，以至於4.2英寸化武迫擊炮曾被用來裝填投擲高爆炮彈和煙霧彈來支援陸軍
戰爭期間派恩布拉夫軍火庫打開並用於生化武器生產，在迪特里克堡的研究中心也在擴張。北朝鮮、蘇聯和中國大陸指控美國在朝鮮戰爭期間使用生物武器，但美國政府至今否認。

## 越南戰爭

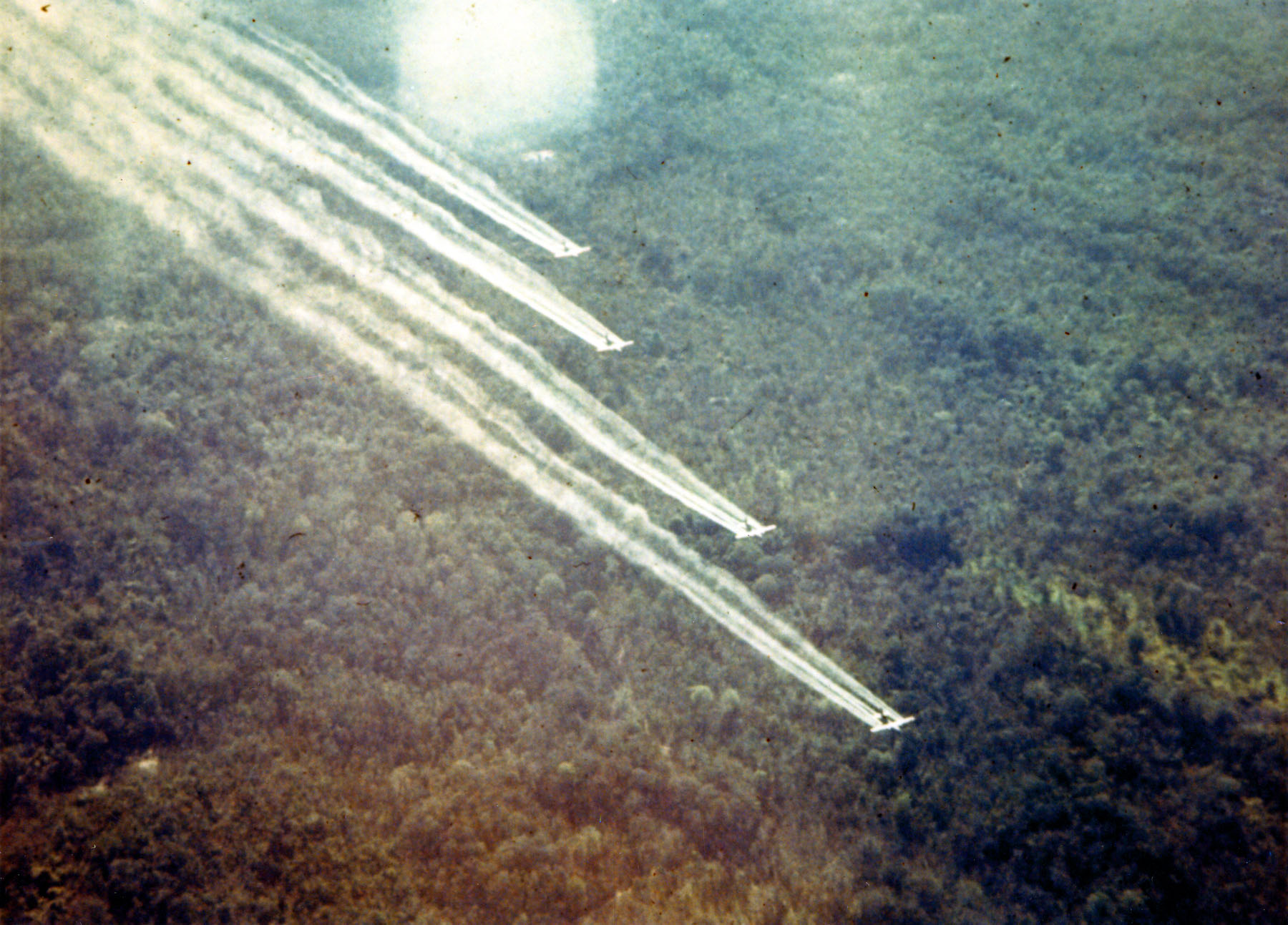
美軍四機編隊噴灑落葉劑，為其在越南戰爭中牧場手行動的一部分(Operation Ranch Hand)

越南戰爭中，美國陸軍化學兵部隊自1962年起發起了牧場手行動，採用大量除草劑和落葉劑來進行除草作戰方案。各類藥劑根據內容物進行顏色編碼。其中臭名昭著的橙劑造成了越南三百萬人受到損害乃至殘疾。美國官方對此答覆為，除草藥劑並非化學武器，因為藥劑最初的目的並非為使敵人窒息或毒害至死，而是除去掩護敵人的植被。除此之外，化學部隊還通過使用凝固汽油、防暴毒劑等來支持部隊作戰。
除攻擊性武器外，化學部隊還提供了“人類探測器”(People sniffer)。這一藥劑可以為美軍“隧道之鼠”戰鬥工兵使用，來檢測地道戰中隱匿的越共游擊隊員。